# Valgkort
Et valgkort får man normalt tilsendt med posten til et valg hvis man har stemmeret. Kortet oplyser bl.a. om, hvor man skal stemme. Senest fem dage før et valg modtager man sit valgkort, men sker det ikke bør man henvende sig til folkeregistret i ens kommune.